# Кастијон де Касте
Кастијон де Касте (фр. Castillon-de-Castets) насеље је и општина у југозападној Француској у региону Аквитанија, у департману Жиронда која припада префектури Лангон.
По подацима из 2011. године у општини је живело 308 становника, а густина насељености је износила 68,9 становника/km². Општина се простире на површини од 4,47 km². Налази се на средњој надморској висини од 50 метара (максималној 56 m, а минималној 12 m).

## Демографија
| 1962. | 1968. | 1975. | 1982. | 1990. | 1999. | 2011. |
| ----- | ----- | ----- | ----- | ----- | ----- | ----- |
| 275   | 284   | 223   | 207   | 174   | 215   | 308   |

График промене броја становника у току последњих година